# Adolf Steckel
Adolf Steckel (* 1889; † 1955) war ein deutscher Politiker (CDU) und Bürgermeister der Stadt Rendsburg.

## Leben
Adolf Steckel war Studienrat und unterrichtete Geschichte, Deutsch und Erdkunde an der Aufbauschule in Rendsburg. Obwohl er dem Nationalsozialismus kritisch gegenüberstand, leitete er die Ortsgruppe des Stahlhelms, welche 1935 aufgelöst wurde. In der Reichswehr nahm er an Übungen teil, worüber er Ernst Bamberger kennenlernte.
Von 1945 bis 1950 war er Bürgermeister der Stadt Rendsburg, von 1950 bis 1955 stellvertretender Landrat des Kreises Rendsburg sowie, gemeinsam mit Detlef Struve und Theodor Steltzer, Mitbegründer der CDU in Schleswig-Holstein. Nach ihm ist die Adolf-Steckel-Straße in Rendsburg benannt. Ebenso gab es ein Adolf-Steckel-Haus auf dem Gelände der Heimvolkshochschule Rendsburg.
2018 erschien die Biographie Adolf Steckel–Auf der Suche nach dem politischen Ideal. Eine Biografie (1889–1955) von Helge von Delank.